# مكبس (محركات)

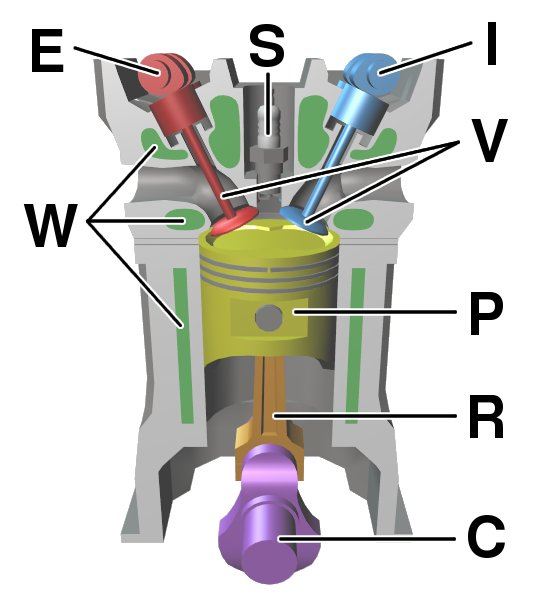
(P) هو رأس المكبس، (R) هو ذراع التوصيل، (C) هو العمود المرفقي

العمود المرفقي (أحمر)، والكباسات (رمادي) داخل الأسطوانات (أزرق)، مع الحدافة (أسود).

المكبس أو الكباس (بالإنجليزية: Piston)‏ هو قطعة على شكل قرص تنزلق داخل أسطوانة محرك أو أسطوانة في آلة يراد إدارتها عن طريق ذراع متصل أسفل الأسطوانة. استخدامات الكباس شائعة في محركات السيارات وفي المحركات البخارية مثلما في القطارات التي تسير بالفحم أو بالديزل.
والمكبس بذاته يعني الكباس والأسطوانة معا. والكباس هو أحد مكونات المحركات الترددية والمضخات وضاغطات الغاز. ويوجد بداخل أسطوانة وهو الناقل الأساسي للحركة حيث يقلص حجم غرفة الاحتراق في مكبس الاحتراق الداخلي حتى يحدث فيها اشتعال بخار الوقود فيزداد الضغط في حجرة الاشتعال مما يؤدي إلى اندفاع الكباس في الأسطوانة إلى الخارج، وهذا هو منشأ الحركة. يتصل الكباس من اسفل بذراع ينقل حركته إلى عمود مرفقي الذي يحول حركة المكبس من «طالع-نازل» إلى حركة دورانية.
في العادة في محركات السيارات يتصل العمود المرفقي بعدد 4 أو 6 من الأسطوانات تقوم بتحريكه وهي تعمل على التوالي لكي تتم دورة عمود المرفق دورة كاملة، أي أن الاشتعال في الأسطوانات يتم بعد بعضها البعض لتكملة دورة عمود المرفق. وكلما زاد عد الأسطوانات في محرك السيارة زادت قدرة المحرك.
بغرض احكام انتقال حركة الكباس داخل الأسطوانة فتوجد على سطح الكباس حلقات معدنية تحكم تلامس سطح الكباس بالأسطوانة، وبذلك لا تضيع قوة الغاز المتمدد بالتسرب بين سطح الكباس والاسطوانة، فيعطي كل قوته في تحريك الكباس. والهدف من الكباس في المحرك نقل القوة من الغاز المتمدد في الأسطوانة إلى العمود المرفقي عن طريق ذراع الكباس.
في بعض المحركات يعمل المكبس كصمام وذلك من خلال تغطية بعض الممرات في جدار الأسطوانة أو فتحها.

## الكباس في مضخة

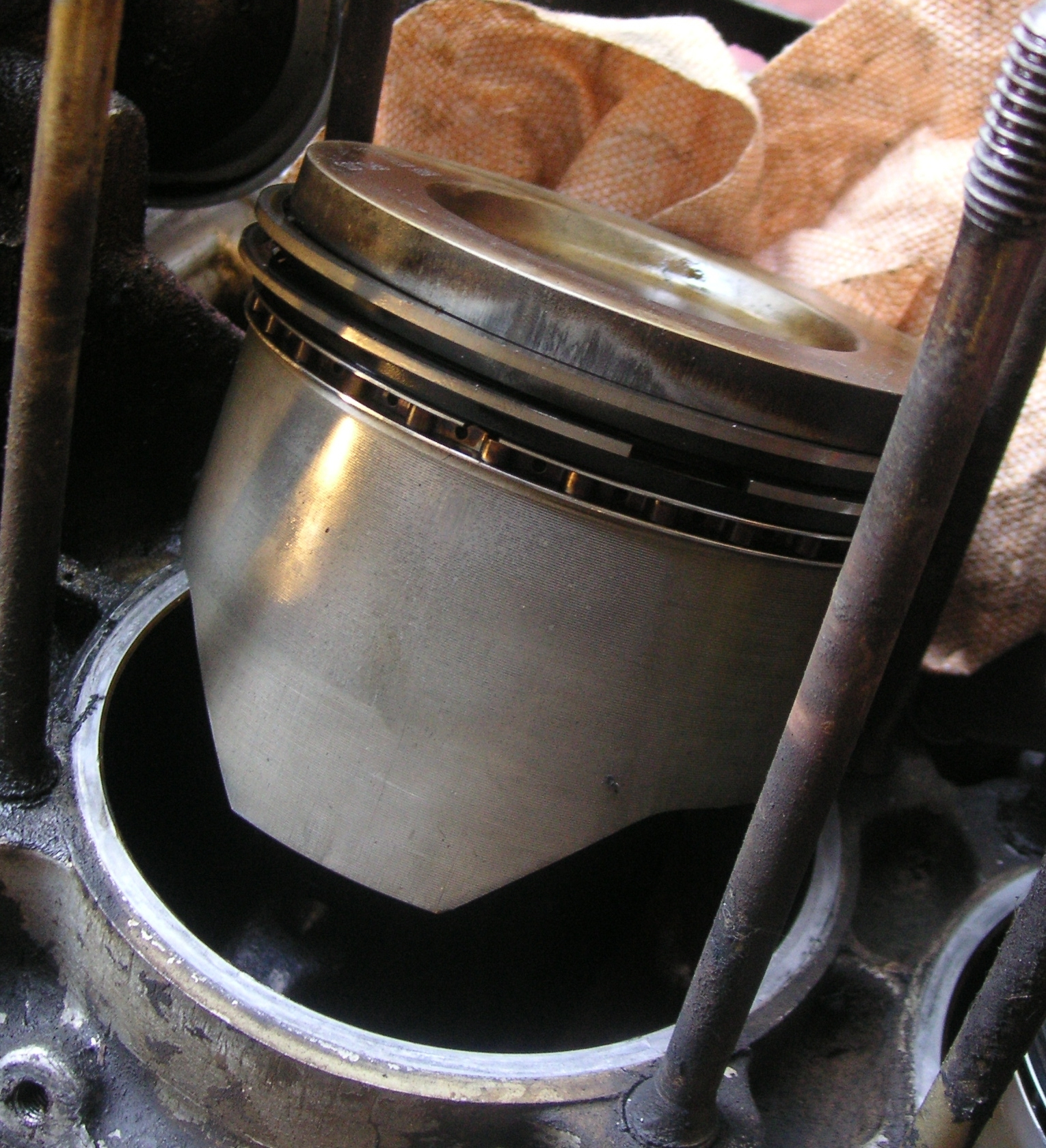
حلقات كباس وبه نابضات صفيحية مساعدة.

تعمل مضخة ماء أو مضخة غاز أيضا بكباس يتحرك في أسطوانة. ولكن هنا تكون الوظيفة معكوسة حيث تنقل الحركة من العمود المرفقي إلى الكباس من أجل ضغط أو طرد أحد الموائع الموجودة في الأسطوانة.
مثال على ذلك مكبس ثلاجة حيث يضغط الكباس في الأسطوانة المحتوية على غاز التبريد وترسله على الملف الأنبوبي في الثلاجة وفيها ينفتح صمام فيتمدد الغاز المضغوط وتنخفض درجة حراته كثير بالتمدد، وبهذا يحدث التبريد.

## اقرأ أيضا
- تعشيق
- عمود مرفقي
- صندوق التروس
- قضيب الكباس
- ذراع توصيل
- رأس توصيل
- كباس علبي
- حلقة كباس
- صمام التحكم الغازي